# 並木 (名古屋市)
並木（なみき）は、愛知県名古屋市中村区の地名。現行行政地名は並木一丁目および並木二丁目。住居表示未実施。

## 地理
名古屋市中村区南部に位置する。東は烏森町、南は八田町・長草町、北は岩塚町に接する。

### 河川
- 柳瀬川[7]

## 歴史

### 地名の由来
当地がかつて並木連区に属していたことによる。

### 沿革
- 1960年（昭和35年）10月1日 - 岩塚東部土地区画整理組合の設立が認可される[9]。
- 1969年（昭和44年）3月13日 - 以下の通り、中村区岩塚町の一部により、同区並木として成立[1]。
  - 並木一丁目として、岩塚町字九反所・字西影ノ越・字東影ノ越・字東中深・字西中深・字一軒立切・字院才の各一部により成立[1]。
  - 並木二丁目として、岩塚町字院才・字西中深・字一軒立切・字流レ・字天神松南・字本地入口・字本地の各一部により成立[1]。
- 1974年（昭和49年）8月11日 - 以下の通り、中村区烏森町・岩塚町・八田町の各一部を編入する[10]。
  - 並木一丁目に、烏森町字八反田の一部を編入する[10]。
  - 並木二丁目に、烏森町字長田・字八反田および岩塚町字本地・八田町字長田の各一部を編入する[10]。

## 世帯数と人口
2019年（平成31年）2月1日現在の世帯数と人口は以下の通りである。
| 丁目       | 世帯数    | 人口    |
| ---------- | --------- | ------- |
| 並木一丁目 | 496世帯   | 939人   |
| 並木二丁目 | 843世帯   | 1,598人 |
| 計         | 1,339世帯 | 2,537人 |

### 人口の変遷
国勢調査による人口の推移
| 1970年（昭和45年） | 1,256人 | [ 11 ] |  |
| 1975年（昭和50年） | 1,402人 | [ 11 ] |  |
| 1980年（昭和55年） | 1,465人 | [ 12 ] |  |
| 1985年（昭和60年） | 1,546人 | [ 12 ] |  |
| 1990年（平成2年）  | 1,741人 | [ 13 ] |  |
| 1995年（平成7年）  | 1,897人 | [ 14 ] |  |
| 2000年（平成12年） | 1,885人 | [ 15 ] |  |
| 2005年（平成17年） | 2,139人 | [ 16 ] |  |
| 2010年（平成22年） | 2,652人 | [ 17 ] |  |
| 2015年（平成27年） | 2,777人 | [ 18 ] |  |

## 学区
市立小・中学校に通う場合、学校等は以下の通りとなる。また、公立高等学校に通う場合の学区は以下の通りとなる。
| 丁目       | 番・番地等 | 小学校               | 中学校               | 高等学校 |
| ---------- | ---------- | -------------------- | -------------------- | -------- |
| 並木一丁目 | 全域       | 名古屋市立岩塚小学校 | 名古屋市立御田中学校 | 尾張学区 |
| 並木二丁目 | 全域       | 名古屋市立岩塚小学校 | 名古屋市立御田中学校 | 尾張学区 |

## 施設
- 名古屋市営地下鉄東山線八田駅[7]
- 日活電線製造[7]
- 松林硝子[7]
- 並木第一公園[7]
- 並木第二公園[7]
- 並木第三公園[7]
- 神明社[7]

## その他

### 日本郵便
- 郵便番号 : 453-0856[4]（集配局：中村郵便局[21]）。